# 메트로폴리탄선
메트로폴리탄선(Metropolitan line)은 런던 지하철의 노선이다. 노선색은 자주색이다. 세계에서 가장 오래된 지하철 노선이기도 하다. 시티의 알드게이트에서 시작하여, 북서부의 옥스브리지, 아머셤, 체셤, 왓퍼드 방면으로 향하는 노선이다. 길이는 41.6 마일이며, 34개의 역이 있다. 2011년 12월 기준으로 약 6700만 여명의 승객이 이용하였다. 노선색은 마젠타색(Pantone 235)이다.

## 역사
1863년 1월 10일에 런던 패딩턴 역과 패링던 역을 연결하는 노선으로 처음 개통하였으며, 당시의 이름은 메트로폴리탄 철도 (Metropolitan Railway)였다. 개통 초창기에는 증기 기관차에 목조 객차를 달아 운행한 형태였다. 이후 여러 차례의 연장을 거쳤는데, 해로 구간은 1880년에 연장되었고, 이어서 베이커 스트리트 역에서 50 마일 떨어진 버킹엄셔의 버니 정션(Verney Junction)까지 확장되었다. 19세기 말부터 철도는 메릴번 역에서 그레이트 센트럴 철도(Great Central Railway)와 선로를 공유하였다.
센트럴 런던 선은 1907년부터 전철화되었으나, 전기기관차는 해로의 북부로 향하는 열차의 증기기관차와 교환되었다. 철도가 1933년에 런던 여객 수송위원회(London Passenger Transport Board)에 의해 흡수된 이후 노선은 에일즈버리(Aylesbury)에서 끊기게 되었다. 증기기관차는 1961년까지 가동되었고, 이후 노선은 아머셤에서 끊기고 동시에 전구간 전철화되었다.
1988년에 일부 구간(패딩턴(비숍 로드~패링던 스트리트)이 해머스미스 & 시티 선과 디스트릭트 선, 서클 선으로 계통 분리되었다.
왓퍼드 분기는 왓퍼드 정션 역(Watford Junction) 방면으로 전환하고, 왓퍼드 역이 폐역된 후 새로운 역이 개업할 예정이다. 그리고 연장 노선은 런던 오버그라운드 왓퍼드 DC 선(Watford DC Line|)과 연결된다. 메트로폴리탄 선은 지상역인 왓퍼드 하이 스트리트 역(Watford High Street)와 연결하여 웨스트 코스트 본선(West Coast Main Line)과 연결되는 왓퍼드 정션 역에서 종착하게 된다. 2016년에 공사를 시작하여 2020년까지 완공될 예정이다.

## 연혁
- 1863년 1월 10일, 세계 최초의 지하철이 문을 열었다. 바로 메트로폴리탄 레일웨이(Metropolitan Railway)였다. 역 수는 7개였고 역 명은 페딩턴(비숍스 로드), 에지웨어 로드, 베이커 스트리트,포트랜드 로드(현재 그레이트 포틀랜드 스트리트),고어 스트리트(현재 유스턴 스퀘어), 킹스 크로스, 그리고 패링던 스트리트였다.
- 1864년 6월 13일에 패딩턴(비숍스 로드)에서 해머스미스(Hammersmith)매트로폴리탄 연장이 되었다. 1865년 패링던 스트리트에서 무어게이트(Moorgate)가 개통되었다.
- 1868년, 베이커 스트리트에서 스위스 코테지 지선이 개통되었다.
- 1868년 4월, 메트로폴리탄 레일웨이가 에지웨어 로드에서 사우스 캔싱턴까지 연장하였다.
- 1876년, 메트로폴리탄 레일웨이가 비숍게이트까지 연장하였다.
- 1879~1880년, 메트로폴리탄 레일웨이가 스위스 코디지에서 해로 언 더 힐까지 개통되었다.
- 1882년, 알드게이트에서 타워 힐 역 연장이 개통되었다.
- 1884년, 비숍게이트 동쪽으로 디스트릭트 노선과 연결해 뉴 크로스까지 개통되었다.
- 1884년, 10월 서클 노선이 순환선을 완성하면서 알드게이트에서 타워 힐 연장이 문을 닫았다.
- 1885~1889년 동안 3번의 연장을 거쳐 해로에서 체섬까지의 연장이 개통되었다.(1단계 해로~피너,2단계 피너~리치만워스,3단계 리치만워스~체섬)
- 1891~1899년 동안 체섬 지선 하나 전인 챌폰트 앤드 렛마이어에서 버니 정션과 브릴까지 연장이 개통되었다.
- 1904년, 해로에서 억스브리지까지 지선이 개통되었다.
- 1900년경, 그레이트 노던 엔드 시티 레일웨이를 메트로폴리탄 레일웨이에서 인수하였다.
- 1925년, 무어 파크에서 왓포드 지선이 개통되었다.
- 1932년, 웸블리 파크에서 스탠모어 지선이 개통되었다.
- 1939년, 베이컬루 노선이 스탄모어까지 지선을 만들면서 매트로폴리탄 노선 핀칠리 로드~스탠모어 지선의 모든 역들을 베이컬루 선이 인수하고 메트로폴리탄 노선은 웸블리 파크와 핀칠리 로드에 새로운 승강장을 만들어 정차한다.
- 1940년경, 비숍게이트-뉴 크로스 지선의 문을 닫았다.
- 1961년, 아머샴 북쪽의 역들을 브리티시 레일역으로 바꾸고 아며샴이 종점이 되었다.
- 1980년경, 베이커 스트리트-해머스미스 지선을 해머스미스 앤드 시티 노선으로 계통 분리되었다.

이후로 오늘날의 모습을 가지게 되었다

## 노선

런던 자치구와 하트퍼드셔 주, 버킹엄셔 주간을 연결하는 메트로폴리탄 선의 노선도

알드게이트 역과 핀칠리 로드 역 사이의 구간은 지하로 운영한다. 지하 구간은 다른 튜브(Tube) 노선과 달리 개착식으로 지어졌다. 베이커 스트리트 역 이후 서부 구간은 지상으로 운용하며, 내셔널 레일과 선로를 공유한다. 노스우드 역을 벗어난 이후 그레이터런던을 벗어나 허트포드셔 지역으로 가게 된다. 런던 지하철에서 그레이터런던을 벗어나는 노선은 이 노선과 센트럴 선 뿐이다.
알드게이트 역과 베이커 스트리트 역 사이의 구간은 서클 선과 해머스미스 & 시티 선과 선로를 공유하고, 레이너스 레인 역과 옥스브리지 역 사이의 구간은 피카딜리 선과 선로를 공유하고, 해로온더힐 역과 아머셤 역 사이의 구간은 칠턴 레일웨이와 선로를 공유한다.
대부분의 선로는 2개의 복선 형태이나, 웸블리 파크와 무어 파크 사이의 구간은 4개의 복복선 형태이다. 이 구간에서 빠른 열차가 느린 열차를 추월할 수 있다. 웸블리파크와 핀칠리로드 사이에도 4개의 선로가 있었으나, 이 중 2개 선로는 1939년에 베이컬루 선으로 옮겼고, 1979년에 주빌리 선으로 옮겼다.

## 역 목록
동쪽에서 서쪽 순으로 작성하였다.
| 역명                                              | 사진 | 개업일자         | 분기       | 특히 사항 | 위치                                                              |
| ------------------------------------------------- | ---- | ---------------- | ---------- | --- | ----------------------------------------------------------------- |
| 알드게이트 Aldgate                                |      | 1876년 11월 18일 | 서클       | 시·종착역 | 북위 51° 30′ 50″ 서경 000° 04′ 34″ / 북위 51.51389° 서경 0.07611° |
| 리버풀 스트리트 Liverpool Street                  |      | 1875년 7월 12일  | 서클       | 본래 이름은 비숍게이트(Bishopsgate), 1909년 11월 1일 개명 | 북위 51° 31′ 07″ 서경 000° 04′ 53″ / 북위 51.51861° 서경 0.08139° |
| 무어게이트 Moorgate                               |      | 1865년 12월 23일 | 서클       | 본래 이름은 무어게이트 스트리트(Moorgate Street), 1924년 10월 24일 개명 | 북위 51° 31′ 07″ 서경 000° 05′ 19″ / 북위 51.51861° 서경 0.08861° |
| 바비칸 Barbican                                   |      | 1865년 12월 23일 | 서클       | 원래 역명 Aldersgate Street, 1910년에 Aldersgate, 1923년에 Aldersgate and Barbican, 1968년에 바비칸(Barbican)으로 개명 | 북위 51° 31′ 13″ 서경 000° 05′ 52″ / 북위 51.52028° 서경 0.09778° |
| 패링던 Farringdon                                 |      | 1863년 1월 10일  | 서클       | 1865년 12월 22일에 재개장. 원래 역명은 패링던 스트리트(Farringdon Street), 1922년에 Farringdon & High Holborn, 1936년에 패링던(Farringon)으로 개명 | 북위 51° 31′ 12″ 서경 000° 06′ 19″ / 북위 51.52000° 서경 0.10528° |
| 킹스크로스 세인트판크라스 King's Cross St Pancras |      | 1863년 1월 10일  | 서클       | 1941년에 재개장. 원래 역명은 킹스크로스(King's Cross), 1925년에 King's Cross & St Pancras, 1933년에 King's Cross St Pancras로 개명 | 북위 51° 31′ 49″ 서경 000° 07′ 27″ / 북위 51.53028° 서경 0.12417° |
| 유스턴 스퀘어 Euston Square                       |      | 1863년 1월 10일  | 서클       | 원래 역명 Gower Street, 1909년에 개명 | 북위 51° 31′ 33″ 서경 000° 08′ 09″ / 북위 51.52583° 서경 0.13583° |
| 그레이트포틀랜드 스트리트 Great Portland Street   |      | 1863년 1월 10일  | 서클       | 본래 이름은 포틀랜드 로드(Portland Road) 1917년에 그레이트포틀랜드 스트리트(Great Portland Street), 1923년에 그레이트포틀랜드 스트리트&리젠츠 파크(Great Portland Street & Regent's Park), 1933년에 다시 현재의 그레이트포틀랜드 스트리트(Great Portland Street)로 개명 | 북위 51° 31′ 26″ 서경 000° 08′ 38″ / 북위 51.52389° 서경 0.14389° |
| 베이커 스트리트 Baker Street                      |      | 1863년 1월 10일  | 본선       | 현재의 메트로폴리탄 선 승강장은 1868년에 개업 | 북위 51° 31′ 19″ 서경 000° 09′ 25″ / 북위 51.52194° 서경 0.15694° |
| 핀칠리 로드 Finchley Road                         |      | 1879년 6월 30일  | 본선       | 1885년에서 1914년까지는 Finchley Road (South Hampstead)로 불림 | 북위 51° 32′ 50″ 서경 000° 10′ 49″ / 북위 51.54722° 서경 0.18028° |
| 웸블리 파크 Wembley Park                          |      | 1894년 5월 12일  | 본선       | | 북위 51° 33′ 49″ 서경 000° 16′ 46″ / 북위 51.56361° 서경 0.27944° |
| 프레스턴 로드 Preston Road                        |      | 1908년 5월 21일  | 본선       | 1931년 2월에 재개장 | 북위 51° 34′ 20″ 서경 000° 17′ 43″ / 북위 51.57222° 서경 0.29528° |
| 노스윅 파크 Northwick Park                        |      | 1923년 7월 28일  | 본선       | 원래 역명은 노스윅 파크&캔턴(Northwick Park & Kenton), 1937년에 개명 | 북위 51° 34′ 43″ 서경 000° 19′ 07″ / 북위 51.57861° 서경 0.31861° |
| 해로온더힐 Harrow-on-the-Hill                     |      | 1880년 8월 2일   | 본선       | 원래 역명은 해로(Harrow), 1894년에 개명 | 북위 51° 34′ 46″ 서경 000° 20′ 13″ / 북위 51.57944° 서경 0.33694° |
| 웨스트 해로 West Harrow                           |      | 1913년 11월 17일 | 옥스브리지 | | 북위 51° 34′ 47″ 서경 000° 21′ 12″ / 북위 51.57972° 서경 0.35333° |
| 레이너스 레인 Rayners Lane                        |      | 1906년 5월 26일  | 옥스브리지 | | 북위 51° 34′ 31″ 서경 000° 22′ 17″ / 북위 51.57528° 서경 0.37139° |
| 이스트코트 Eastcote                               |      | 1906년 5월 26일  | 옥스브리지 | | 북위 51° 34′ 36″ 서경 000° 23′ 49″ / 북위 51.57667° 서경 0.39694° |
| 뤼슬립 매너 Ruislip Manor                         |      | 1912년 8월 5일   | 옥스브리지 | | 북위 51° 34′ 24″ 서경 000° 24′ 45″ / 북위 51.57333° 서경 0.41250° |
| 뤼슬립 Ruislip                                    |      | 1904년 7월 4일   | 옥스브리지 | | 북위 51° 34′ 17″ 서경 000° 25′ 16″ / 북위 51.57139° 서경 0.42111° |
| 이케넘 Ickenham                                   |      | 1905년 9월 25일  | 옥스브리지 | | 북위 51° 33′ 43″ 서경 000° 26′ 31″ / 북위 51.56194° 서경 0.44194° |
| 힐링던 Hillingdon                                 |      | 1923년 12월 10일 | 옥스브리지 | 1934년에 Hillingdon (Swakeleys)으로 개명, 이후 부역명이 점차 사용되지 않음. 1992년에 재건 | 북위 51° 33′ 14″ 서경 000° 27′ 00″ / 북위 51.55389° 서경 0.45000° |
| 옥스브리지 Uxbridge                               |      | 1904년 7월 4일   | 옥스브리지 | 1938년에 Belmont Road에서 재건 시·종착역 | 북위 51° 32′ 45″ 서경 000° 28′ 42″ / 북위 51.54583° 서경 0.47833° |
| 노스 해로 North Harrow                            |      | 1915년 3월 22일  | 본선       | | 북위 51° 35′ 06″ 서경 000° 21′ 45″ / 북위 51.58500° 서경 0.36250° |
| 피너 Pinner                                       |      | 1885년 5월 25일  | 본선       | | 북위 51° 35′ 34″ 서경 000° 22′ 50″ / 북위 51.59278° 서경 0.38056° |
| 노스우드 힐스 Northwood Hills                     |      | 1933년 11월 13일 | 본선       | | 북위 51° 36′ 02″ 서경 000° 24′ 33″ / 북위 51.60056° 서경 0.40917° |
| 노스우드 Northwood                                |      | 1887년 9월 1일   | 본선       | 그레이터런던 내의 마지막 역 | 북위 51° 36′ 39″ 서경 000° 25′ 28″ / 북위 51.61083° 서경 0.42444° |
| 무어 파크 Moor Park                               |      | 1910년 5월 9일   | 본선       | 원래 역명 샌디 로지(Sandy Lodge), 1923년 10월 18일에 무어파크&샌디로지(Moor Park & Sandy Lodge), 1950년 9월 25일에 무어 파크(Moor Park)로 개명 | 북위 51° 37′ 47″ 서경 000° 25′ 58″ / 북위 51.62972° 서경 0.43278° |
| 크록슬리 Croxley                                  |      | 1925년 11월 2일  | 왓퍼드     | 원래 역명 Croxley Green, 1949년 5월 23일에 개명 | 북위 51° 38′ 51″ 서경 000° 26′ 29″ / 북위 51.64750° 서경 0.44139° |
| 왓퍼드 Watford                                    |      | 1925년 11월 2일  | 왓퍼드     | 시·종착역 2019년에 폐역이 됨. | 북위 51° 39′ 27″ 서경 000° 25′ 03″ / 북위 51.65750° 서경 0.41750° |
| 릭먼스워스 Rickmansworth                          |      | 1887년 9월 1일   | 본선       | | 북위 51° 38′ 25″ 서경 000° 28′ 24″ / 북위 51.64028° 서경 0.47333° |
| 촐리우드 Chorleywood                              |      | 1889년 7월 8일   | 본선       | 원래 역명 Chorley Wood, 1915년 11월 1일에 Chorley Wood & Chenies, 1934년에 Chorley Wood, 1964년에 Chorleywood로 개명 | 북위 51° 39′ 15″ 서경 000° 31′ 06″ / 북위 51.65417° 서경 0.51833° |
| 찰펀트&라티머 Chalfont & Latimer                  |      | 1889년 7월 8일   | 본선       | 원래 역명 찰펀트 로드(Chalfont Road), 1915년 11월 1일에 개명 | 북위 51° 40′ 04″ 서경 000° 33′ 40″ / 북위 51.66778° 서경 0.56111° |
| 체셤 Chesham                                      |      | 1889년 7월 8일   | 체셤       | 시·종착역 | 북위 51° 42′ 19″ 서경 000° 36′ 41″ / 북위 51.70528° 서경 0.61139° |
| 아머셤 Amersham                                   |      | 1892년 9월 1일   | 본선       | 1922년 3월 12일 Amersham & Chesham Bois로, 1937년에 Amersham으로 개명 시·종착역 | 북위 51° 40′ 27″ 서경 000° 36′ 27″ / 북위 51.67417° 서경 0.60750° |